# Perzept
Als Perzept bezeichnet man in der Wahrnehmungspsychologie den Wahrnehmungsinhalt, den eine Person beschreiben kann. Anders ausgedrückt: Das Perzept ist die Ausrichtung des Bewusstseins auf ein Erlebnis der Wahrnehmung, dass zum Ausdruck kommt, wenn man fragt, was eine Person wahrnimmt. Sie wird dann etwa Auskunft über bestimmte Eigenschaften wie Form, Farbe oder Gestalt geben (z. B. „Ich nehme eine rote Rose wahr“). Nicht mitgeteilt werden kann hingegen, wie Form, Farbe oder Gestalt von dieser Person wahrgenommen werden.
Vom Perzept streng zu unterscheiden sind:
- der distale Reiz, das heißt der physikalisch-chemische Gegenstand, der wahrgenommen wird;
- der proximale Reiz, also das Abbild dieses Gegenstandes oder eines seiner Teile in oder auf einer oder mehreren Sinneszellen (Rezeptoren), zum Beispiel die zweidimensionale optische Projektion („Retinabild“) eines wahrgenommenen dreidimensionalen Hauses auf der Netzhaut des Auges;
- der nicht erlebte physiologische Prozess im Zentralnervensystem, der eine wesentliche Bedingung des Wahrnehmungserlebens ist;
- sämtliche kognitiven (geistigen, mentalen) Vorgänge, die sich an das reine Wahrnehmungserlebnis anschließen können (aber nicht müssen), wie z. B. Erkennen, kombinierendes Denken, Urteilen, Sich-Erinnern, Assoziationen. Ein Beispiel für den Unterschied zwischen Perzept und Erkenntnis: Ich nehme einen roten Flecken in weißem Umfeld wahr -- ich erkenne das Wahrgenommene als Rotweinflecken auf meinem Hemd.
- die höchstpersönliche „Qualität“ eines Sinneseindruckes – wie jemand etwas wahrnimmt –; das sinnliche Empfinden einschließlich der damit unbewusst, automatisch und nicht näher reflektiert verbundenen Emotionen und Bewertungen (Beispiele: Farben, Schmerzempfindung, Gerüche, dgl. Neid). Dies wird als Qualia bezeichnet.